# Gran Mendoza

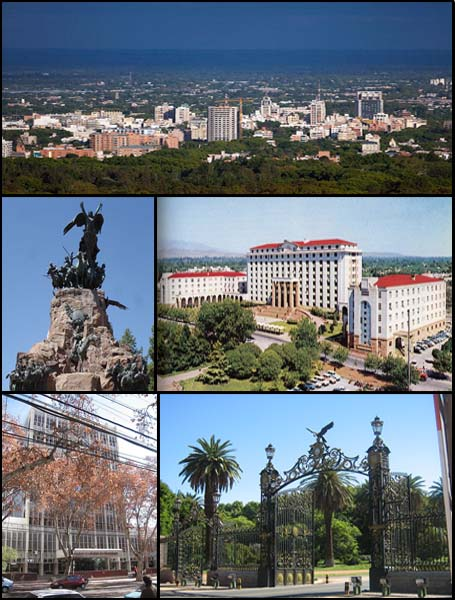
(De arriba abajo; de izquierda a derecha) Vista de la ciudad desde el Cerro de la Gloria; Monumento al Ejército de Los Andes; Poder Ejecutivo Provincial; Tribunales Federales y Portones del Parque General San Martín

El Gran Mendoza es una aglomeración urbana formada a partir de la extensión de la ciudad de Mendoza, —departamento de Capital, provincia de Mendoza— Argentina, sobre los departamentos limítrofes. Se compone por los departamentos de Luján de Cuyo y Godoy Cruz hacia el sur, por Maipú al sudeste, al este por Guaymallén, al norte por Las Heras y en el núcleo de ellos la Ciudad de Mendoza. Siendo de esta manera la cuarta aglomeración urbana más grande de Argentina por cantidad de habitantes. 
La llamativa pequeñez de la jurisdicción administrativa de la ciudad de Mendoza —de la cual un importante sector es terreno montañoso— es la causa de que la ciudad que originó el conurbano sea —según la cantidad de residentes— la cuarta entre las seis jurisdicciones que lo componen, y todo indica que llegará a ser la sexta, ya que su población se encuentra estancada, mientras que la población del aglomerado mendocino está creciendo a un ritmo anual promedio del 1 %.
El Gran Mendoza ocupa 168 km² y se extiende de forma casi regular hacia el norte, este y sur; mientras que las estribaciones de la cordillera de los Andes impiden el crecimiento hacia el oeste.

## Población
El Gran Mendoza contaba con 1 056 893 habitantes en 2022, Se trata de la cuarta aglomeración de la República, y la primera de la provincia de Mendoza, de la que en 2022 representaba casi el 54 % de su población.
La población de Guaymallén —la más poblada del aglomerado— representa sólo un cuarto de la población total del conurbano; este dato es un claro indicador de que ninguna de las localidades departamentales involucradas es dominante en la composición demográfica del Gran Mendoza.
Evolución demográfica del Gran Mendoza a través de los últimos censos nacionales
| Componente    | Departamento  | Censo 2022 | Censo 2010 | Censo 2001 | Censo 1991 | Censo 1980 | Censo 1970 | Censo 1960 | Censo 1947 | Censo 1914 | Censo 1895 | Censo 1869 |
| ------------- | ------------- | ---------- | ---------- | ---------- | ---------- | ---------- | ---------- | ---------- | ---------- | ---------- | ---------- | ---------- |
| Guaymallén    | Guaymallén    | 279 304    | 252 618    | 223 365    | 200 477    | 164 670    | 118 995    | 85 718     | 44 894     |            |            |            |
| Las Heras     | Las Heras     | 215 609    | 189 067    | 169 248    | 145 680    | 101 579    | 67 789     | 36 494     | 14 933     |            |            |            |
| Godoy Cruz    | Godoy Cruz    | 194 044    | 191 299    | 182 563    | 179 553    | 142 408    | 112 481    | 80 024     | 54 480     | 9 649      |            | 781        |
| Mendoza       | Capital       | 123 516    | 114 893    | 110 993    | 121 620    | 119 088    | 118 568    | 109 122    | 97 496     | 58 790     | 28 302     | 8 124      |
| Maipú         | Maipú         | 127 657    | 106 662    | 89 433     | 71 603     | 49 778     | 34 839     | 14 951     | 9 074      |            |            | 456        |
| Luján de Cuyo | Luján de Cuyo | 116 763    | 82 615     | 73 058     | 54 210     | 35 254     | 25 138     | 4 418      | 3 542      | 4 238      |            |            |
| Total         |               | 1 056 893  | 937 154    | 848 660    | 773 113    | 612 777    | 477 810    | 330 727    | 224 419    | 72 677     | 28 302     | 9 361      |

## Transporte

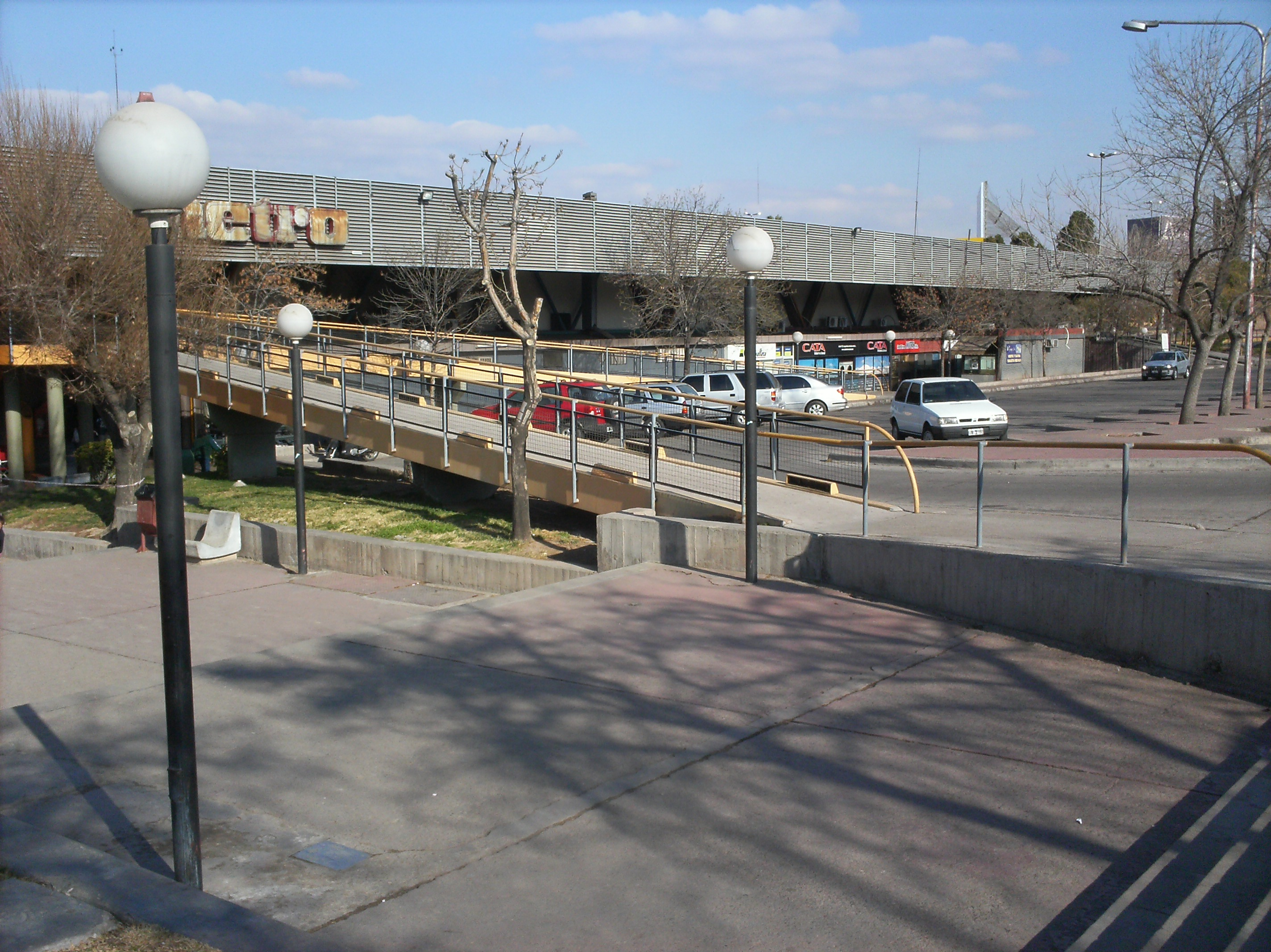
Terminal del Sol

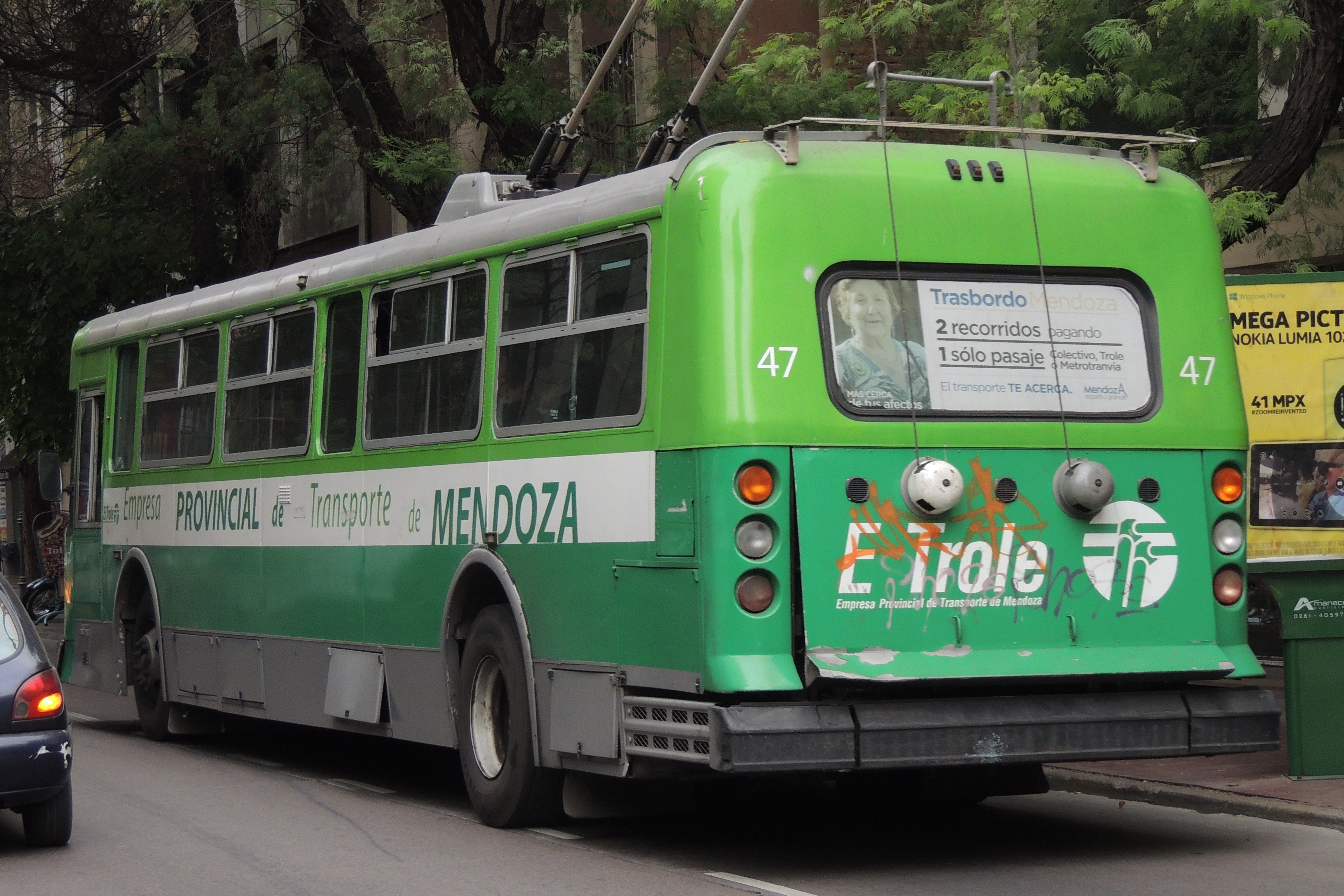
El Trole mendocino

El área urbana posee un sistema de transporte urbano consistente en numerosas líneas de colectivos. Así mismo, recientemente se incorporó el metrotranvía de Mendoza, el cual une Las Heras, Capital, Godoy Cruz y Maipú, que facilita aún más la movilidad. El área también posee un sistema de varias líneas de trolebuses, conocido como El Trole. Estos servicios son administrados por el STM, una empresa gubernamental.
La Terminal del Sol es la terminal de ómnibus, que presta servicios a toda la zona, para ello se encuentra ubicada en el centro del aglomerado.

## Sanidad
El Gran Mendoza funciona sanitariamente en conjunto entre sus departamentos, por lo que los hospitales, clínicas y centros de salud se distribuyen a lo largo de todos los municipios que conforman el aglomerado urbano. Los principales nosocomios son:
- Hospital Central de Mendoza (Capital)
- Hospital Pediátrico Dr Humberto J. Notti (Guaymallén)
- Hospital Luis Carlos Lagomaggiore (Capital)
- Policlínico de Cuyo (Capital)
- Hospital Español (Godoy Cruz)
- Hospital Italiano de Mendoza (Guaymallén)
- Hospital José Néstor Lencinas (Godoy Cruz)
- Hospital Del Carmen (Godoy Cruz)
- Hospital Regional Diego Paroissien (Maipú)
- Hospital Universitario (Capital)
- Hospital Militar de Mendoza (Capital)
- Hospital Ministro Dr. Ramón Carrillo (Las Heras)